# 美洲吻鰩
美洲吻鰩（學名：Rostroraja texana），為軟骨魚綱鰩目鰩科吻鰩屬的一種，分布於中西大西洋美國佛羅里達州與墨西哥灣海域，深度1至183公尺，本魚體盤呈菱形，各胸鰭基部有一個圓形黑斑，周圍環繞著淺色環，體盤上表面沒有小的淺色或深色斑點，但有時會有深色斑塊，中背部有1排肩胛棘，體上方呈濃巧克力色或咖啡褐色，吻部的喙軟骨透明，下表面白色，體長可達53公分，壽命可達9年，棲息在沿海沙泥底質海域，為底棲性魚類，肉食性，以頭足類、硬骨魚、甲殼類等為食，卵生，生活習性不明。